# Шумейко Катерина Сергіївна
Катери́на Сергі́ївна Шуме́йко (?, село Миколаївка-Вирівська, тепер смт Миколаївка Білопільського району Сумської області — ?) — українська радянська діячка, новатор сільськогосподарського виробництва, бригадир тракторної бригади Великожовтневої МТС Улянівського (тепер — Білопільського) району Сумської області. Депутат Верховної Ради УРСР 4-го скликання.

## Біографія
Народилася в бідній селянській родині. Закінчила сільську школу та курси трактористів при Великожовтневій машинно-тракторній станції на Сумщині.
Трудову діяльність розпочала причіплювачем тракторної бригади Великожовтневої машинно-тракторної станції (МТС), яка обслуговувала колгосп імені Леніна села Миколаївки-Вирівської Улянівського району Сумської області.
З 1940-х років — трактористка, з 1949 року — бригадир тракторної бригади Великожовтневої машинно-тракторної станції (МТС), яка обслуговувала колгосп імені Куйбишева села Улянівки Улянівського району Сумської області.

## Нагороди
- орден Трудового Червоного Прапора
- медалі